# Mejse Jacobsson
Mejse Jacobsson, född 2 augusti 1911 i Norrköping, död 30 april 1966 i Lidingö, var en svensk väg- och vattenbyggnadsingenjör. 
Jacobsson, som var son till köpman Isac Jacobsson och Debora Byschofsky, avlade studentexamen i Stockholm 1930, utexaminerades från Kungliga Tekniska högskolan 1934 och blev teknologie doktor 1950. Han var arbetsledare på Svenska Entreprenad AB (Sentab) i Persien 1935, i Sverige 1937, arbetschef 1942, blev rationaliseringsingenjör på HSB 1944, bedrev forskningsverksamhet i byggnadsekonomi och produktionsteknik 1946–1953, var chef för Statens nämnd för byggnadsforskning 1953 och kanslichef vid Statens råd för byggnadsforskning från 1960. 
Jacobsson var styrelseledamot i AB Svensk Byggtjänst 1950–1953, i Svenska Teknologföreningen 1950–1953, i Byggstandardiseringen 1953, medlem av exekutivkommittén inom International Council for Building, Research and Studies 1953–1959, expert för Förenta nationerna i Israel 1954 och sakkunnig vid ett flertal internationella konferenser inom byggnadsområdet. 
Jacobsson skrev Byggnadsmaterialens transporter (1946), Byggnadssätt och byggnadskostnader i Stockholm 1883–1939 (1948), Arbetsvirke till bostadshus av sten (1949), Arbetsteknik vid egentliga byggnadsarbeten för bostadshus (doktorsavhandling 1950), Byggnadskostnader i Göteborg, Stockholm och Malmö (1951) och ett 70-tal andra skrifter.